# Иоанн (Левицкий)
Иоанн (в миру Иоанникий Алексеевич Левицкий; 7 [19] января 1857, Киевская губерния — 18 января 1923, Краснодар) — деятель обновленчества, до 1922 года — епископ Русской православной церкви, архиепископ Кубанский и Краснодарский.

## Биография
Родился 7 января 1857 года в Киевской епархии в семье псаломщика.
В 1880 году окончил Киевскую духовную семинарию.
21 мая 1881 года рукоположен во священника.
В 1889 году поступил в Киевскую духовную академию.
18 июня 1892 года пострижен в монашество.
В 1893 году окончил академию со степенью кандидата богословия и назначен смотрителем Донского духовного училища в Москве.
С 1895 года — инспектор Олонецкой духовной семинарии.
В 1896 году перемещён в Саратовскую духовную семинарию.
С 29 ноября 1900 года — ректор Астраханской духовной семинарии в сане архимандрита.
В 1907 году вошёл в состав Распорядительного комитета Астраханского Русского Патриотического Общества.
25 декабря 1907 года Святейший Синод принял решение об учреждении в Ставропольской епархии Ейского викариатства с пребыванием епископа в Екатеринодаре и определил на эту кафедру архимандрита Иоанна.
31 января 1908 года в зале заседаний Синода состоялось наречение ректора Астраханской духовной семинарии архимандрита Иоанна (Левицкого) во епископа Ейского, викария Ставропольской епархии.
3 февраля 1908 года в Троицком соборе Александро-Невской лавры хиротонисан во епископа Ейского, викария Ставропольской епархии.
30 сентября 1916 года Указом Святейшего Синода «о наделении викарных епископом особыми полномочиями» Ейский епископ получил право созыва съездов духовенства Кубанской области и церковных старост для решения местных вопросов, самостоятельного освящения антиминсов и получения св. мира из Московской синодальной конторы, создания собственной канцелярии и пресвитерского совета. В ведение Преосвященного были отнесены все церковные учебные заведения и наблюдение за порядком преподавания в них Закона Божиего. Таким образом, епископ Иоанн практически в делах управления Кубанской епархией de facto получил статус самостоятельного епархиального архиерея, оставшись при этом управляющим викарной епископией в составе Ставропольской епархии.
2 октября того же года Указом Синода епископ Иоанн получил новый титул «Кубанский и Екатеринодарский».
Поддержал Февральскую революцию 1917 года. 12 марта обратился с телеграммами к Временному правительству, в которых сообщал, что «молитвенно испрашивает у Бога помощи ему в трудах на благо и славу освобожденной родины» и «выражает свою радость в связи с наступлением новой эры в жизни Православной Церкви и духовенства». При открытии 13 апреля Чрезвычайного съезда делегатов духовенства Кубанской епископии он сказал: «Теперь народ-богатырь сбросил с себя оковы рабства, и Церковь вздохнула свободнее. Как узник, освобожденный из темницы, чувствует себя на верху счастья, так и Церковь в лице верных чад своих не может не радоваться своему освобождению от тех стеснений, которые давили самоопределяющуюся ее жизнедеятельность. Только свободная Церковь в свободном государстве может свободно служить народному благу».
26 апреля 1919 года а архиерейских покоях епископа Иоанна состоялось совещание, на котором было принято решение о созыве областного церковного собора и организации временной высшей церковной власти.
В мае того же года в Ставрополе состоялся Юго-Восточный Русский Церковный собор, на котором было принято решение о выделении Кубанского викариатства из состава Ставропольской епархии. Вошёл в образованное тогда же Временное высшее церковное управление на Юго-Востоке России.
18 июня решением Временного высшего церковного управления на Юго-Востоке России (ВВЦУ ЮВР) была образована самостоятельная Кубанская и Екатеринодарская епархия под управлением епископа Иоанна.
Осенью 1919 года по решению ВВЦУ ЮВР архиепископ Евлогий (Георгиевский) провёл в Кубанской епархии ревизию. По словам архиепископа Евлогия, «Преосвященный Иоанн, слабый и беспомощный человек, в столь трудное и бурное революционное время наладить управление своей епархии не сумел. В епархиальных делах был хаос, в консистории с ним мало считались… Развал в управлении епархией дошёл до крайнего предела». По воспоминаниям протопресвитера Георгия Шавельского, епископ Иоанн был добрый и благочестивый, но неспособный к активной деятельности человек, целиком полагавшийся на своего секретаря.
14 ноября 1919 года решением ВВЦУ ЮВР отстранён от управления епархией ввиду её неудовлетворительного состояния. По словам протопресвитера Георгия Шавельского, первоначально епископу предлагали перевод на одно из викариатств Киевской епархии, но он отказался и согласился уйти на покой, став настоятелем Кавказского Николаевского миссионерского монастыря (ст. Кавказская). Георгий Шавельский также сообщает, что после решения об увольнении епископа Иоанна его продолжали поминать в храмах Кубани как правящего архиерея.
Проживал на монастырском подворье в хуторе Романовском. Осенью 1920 года давал показания в рамках следственного дела против епископа Сергия (Лаврова), временно управляющего Кубанской епархией. В феврале 1921 года в Москву отправилась делегация духовенства и прихожан г. Екатеринодара с ходатайством к Святейшему Патриарху Тихону принять единоличное решение и назначить своим указом на Кубанскую кафедру епископа Иоанна. Инициатором и организатором этой акции являлся священник Ф. И. Делавериди, бывший сотрудник канцелярии епископа Иоанна. В марте 1921 года епископ Иоанн вернулся в г. Екатеринодар в статусе Кубанского епископа. Бездействие органов безопасности региона при назначении епископа Иоанна на Кубанскую кафедру можно объяснить только лишь заинтересованностью самой КубЧК, в то время как в большинстве других регионов страны любые назначения новых епископов блокировались местными чекистами. Таким образом, восстановление епископа на кафедре стало «проектом» кубанских органов безопасности.
Об восстановлении епископа Иоанна известно из письма секретаря канцелярии Синода Н. В. Нумеров митрополиту Антонию (Храповицкому): «Кубанским и Краснодарским восстановлен Е[пископ] Иоанн, удалённый с этой кафедры Вр. В. Церк. правлением. За него шла большая агитация на Кубани, было несколько депутаций к П-ху. Последний сначала упирался, но вынужден был уступить. Теперь бомбардируют просьбами о возведении его в сан архиепископа».
Во время кампании по изъятию ценностей, 17 марта 1922 года, в нарушение запрета Патриарха Тихона собрание благочинных под руководством архиепископа Иоанна и Ф. Делавериди признало возможным изъятие из храмов богослужебных сосудов. Разрешение обкома РКП(б) на проведение собрания было получено через председателя облисполкома В. Н. Толмачева. Уже через несколько дней в «Архипастырском воззвании» от 19 марта Преосвященный Иоанн призвал духовенство и верующих к «самому щедрому пожертвованию церковных ценностей» и священных сосудов, которые Церковь всегда приносила «на дело помощи голодающим и выкупа пленных»
Под его руководством епархиальное собрание духовенства Кубани в апреле 1922 года постановило поддержать кампанию по изъятию церковных ценностей. Тогда же, по предложению Секретного отдела ГПУ, должен был выехать в Москву на Лубянку, но отъезд не состоялся.
В мае того же года присоединился к обновленчеству, признав Высшее церковное управление (ВЦУ).
В октябре 1922 года первый викарий епископ Ейский Евсевий (Рождественский) после троекратного увещания объявил епископа Иоанна впавшим в раскол, перестал поминать его имя за богослужением и взял на себя временное управление Кубанской епархией. 9 октября в Михаило-Архангельском соборе Ейска был оглашён подписанный им акт на собрании городских приходских советов, в котором сообщалось об уклонении архиепископа Иоанна в раскол. Документ получил широкое распространение среди приходов епархии, всего разошлось более 60 экземпляров.
29 октября 1922 года вошёл в состав обновленческого Высшего Церковного Управления.
В апреле 1923 года участвовал в качестве свидетеля обвинения в судебном процессе над епископом Евсевием в Краснодаре. По замечанию протопресвитера Михаила Польского, опиравшегося на свидетельства очевидцев, «к чести покойного архиепископа он ничего не показал против епископа Евсевия, и в устроенном им поединке он чувствовал себя видимо смущенно и не находил, что отвечать епископу на его спокойные вопросы, касавшиеся причин их разделения».
В мае того же года архиепископ Иоанн принял участие в обновленческом поместном соборе, поставил подпись под постановлением о лишении Патриарха Тихона Патриаршества и духовного сана.
После преобразования обновленческого ВЦС в «Священный Синод» глава кубанских обновленцев Делавериди решил избавиться от мешавшего ему архиепископа Иоанна, лично приехав в столицу, он убедил Евдокима (Мещерского) отправить на покой безвольного архиерея. 16 августа 1923 года Священный Синод назначил «епископом» Кубано-Черноморским и председателем епархиального управления «энергичного и изворотливого» Михаила (Орлинского), а архиепископу Иоанну предоставили номинальную должность почётного председателя.
Согласно данным архиепископа Флавиана (Иванова) скончался 18 января 1923 года за всенощным бдением в Екатерининском кафедральном соборе. Вероятно, имеет место ошибка в годе упоминаемого события. По данным Д. Н. Никитина, еще упоминался в документах 1926 года, как находящийся на покое. По предположению Мануила (Лемешевского), скончался не ранее 1927 года.